# 小豆ばっとう
小豆ばっとう（あずきばっとう）、小豆ばっと（あずきばっと）は、青森県の南東部と岩手県の中部や北部で古くから見られる郷土料理。

## 概要
甘さ控えめの小豆汁にうどんが入った料理。はっとうという短めのうどんまたはきしめんを小豆汁で煮込んでつくる。吸い物、漬け物、酢の物などと組み合わせて食されることが多い。温かいうちに食されることもあるが、冷やして食することもある。
建前や庭じまい等の祝い事の時に食べられる料理。かつては盆の七日目に食されていた。
岩手県の一部の地域では結婚の祝儀の際に、近隣の住民に振舞われ、客が嫌というくらいまで振舞うのがごちそうとされていた。